# Willingen
Willingen (Upland) är en kommun (Gemeinde) i distriktet Waldeck-Frankenberg i norra Hessen, Tyskland. Samhället ligger cirka 80 kilometer från regionens huvudort Kassel. Orten har cirka 6 000 invånare. Varje år arrangeras tävlingar i världscupen i backhoppning i stadens backe Mühlenkopfschanze.

## Panorama

Panoramavy över Willingen.